# Vénus (Q187)
Il Vénus è stato un sommergibile appartenente alla Marine nationale, terza unità della classe Minerve, affondato nel corso della seconda guerra mondiale il 27 novembre 1942.

## Storia
Il Vénus (Q-187) apparteneva alla classe Minerve. La costruzione fu autorizzata il 29 gennaio 1932, e il sottomarino fu impostato presso l'arsenale di Cherbourg il 29 giugno dello stesso anno, e varato il 6 aprile 1935. Il Vénus fu allestito per le prove in mare il 20 marzo 1935, con quelle di accettazione che si svolsero il 7 novembre dello stesso anno,  e l'unità entrò in servizio il 15 novembre 1936.
Il 1° settembre 1939, giorno dell'inizio della seconda guerra mondiale, il Vénus facava parte del 15ª DSM, 5ª Squadriglia (capitano di fregata Fitte), 1ª Flottiglia, 2ª Squadra a Tolone, insieme allo Iris, al Ceres e al Pallas.
Il 10 gennaio 1940, la 15ª DSM, formata da Iris (capitano di corvetta Antoine), Vénus (tenente di vascello Dartigues), dal Cérès (tenente di vascello Lemière) e dal Pallas (tenente di vascello Douënel), partì da Tolone scortato dal mercantile X 43 (ex Ipanema) al comando del capitano di corvetta Bichon. Dopo gli scali a Orano, Casablanca e Dakar, la 15ª DSM arrivò a Fort-de-France il 22 febbraio 1940.
La 15ª DSM (Division sousmarine) rimase solo due mesi nelle Antille. Il 1° maggio partì da Fort-de-France e arrivò a Tolone il 3 giugno dopo gli scali a Port-Étienne Mauritania) e Casablanca. Durante questi due mesi la Divisione effettuò 12 missioni con 89 giorni di navigazione attorno a Trinidad, Porto Rico, Antigua e Saint-Martin.
Il 14 giugno, il semaforo di Sagro (Corsica) segnalò alle 15:40 numerose fumate a est; uno sbarramento di tre sommergibili (Cérès, Vénus, Pallas) fu allestito nella notte tra il 16 e il 17 e tra il 17 e il 18 tra i meridiani di Planier e Grand Rouveau (Bandol) per coprire la costa e Marsiglia.
- Il 20 giugno 1940, erano disponibili sommergibili della 1ª, 3ªe 17ª  DSM. Questi battelli furono inviati a loro volta in stato di allerta a Salins. Il 25 giugno 1940, il Vénus faceva ancora parte del 15ª DSM a Tolone, con l'Iris, il 'Vénus e il Pallas.
Il 3 luglio 1940, giorno dell'attacco britannico a Mers-el-Kébir, il Gruppo B, formato dall'Iris, dal Vénus, dal Sultane, dal Sirène, dal Pallas e dal Cérès, ricevette l'ordine di radunarsi a Orano. Il Gruppo A, formato dall'Espoir, dal Conquérant e dall'Archimède, ricevette lo stesso ordine; attaccare qualsiasi nave da guerra britannica incontrata, in particolare l'incrociatore da battaglia Hood.
Il Gruppo B avrebbe dovuto stabilire un ventaglio a sud dell'isola di Ayre verso la costa algerina tra Ténès e Dellys, quindi i sottomarini avrebbero dovuto raggiungere Orano. Il Gruppo A salpò alle 02:45 e il Gruppo B alle 05:00 del 4 luglio in totale silenzio radio. Successivamente gli ordini cambiarono e i sottomarini raggiunsero Tolone il giorno successivo.
Il 9 luglio, un attacco a Tolone non poteva essere respinto, tutte le forze presenti nella base navale furono messe in stato di allerta. Cinque sottomarini: Galatée, Sirène, Sultane, Diamant e Perle gettarono l'ancora in stato di allerta alle 20:00 a Vignettes, mentre un ulteriore sbarramento di altri quattro sottomarini: Pallas, Iris, Vénus e Cérès era previsto a 20 miglia nautiche a sud di Tolone.
Il 10 luglio, fu segnalata una forza inglese diretta verso Gibilterra, e tutti i sottomarini furono richiamati a Tolone. Il 1° gennaio 1942, il Vénus faceva ancora parte del 15ª DSM con l'Iris, il Cérès e il Pallas. Il 1° novembre 1942, il Vénus faceva parte del Gruppo di Soccorso con il Casabianca, l'Aurore, l''Iris e il Redoutable, a Tolone.
Il 9 novembre 1942, le Commissioni armistiziali tedesche e italiane autorizzarono il riarmo di otto sottomarini: Casablanca, Iris, Naïade, Redoutable, Vénus, Diamant, Glorieux e Thétis. 
Il 27 novembre 1942, erano ormeggiate a Mourillon: Redoutable, Marsouin, Glorieux, Casabianca (a 90 minuti), Iris, Vénus e Diamant. Dalle 05:00 alle 05:15 salpano i sottomarini Vénus, Casabianca, Iris, Marsouin e Glorieux. Il Redoutable (all'ormeggio 10) e il Diamant (all'ormeggio 7) furono autoaffondati.
Il Vénus salpò con soli 7 membri dell'equipaggio (un sottufficiale e 6 marinai) e il suo comandante, il tenente Pierre Crescent. Si autoaffondò in acque profonde, al largo di Cepet, poco dopo aver attraversato il canale, in quanto il sottomarino non era in grado di immergersi. Uscendo per primo, aprì una breccia nella rete protettiva, permettendo agli altri sottomarini di prendere il largo. In seguito il sottomarino Vénus fu insignito della Médaille de la Résistance in data 29 novembre 1946.